# Joseph Doré
Joseph Pierre Aimé Marie Doré (ur. 26 września 1936 w Grand-Auverné) – francuski biskup rzymskokatolicki, sulpicjanin. Święcenia kapłańskie przyjął w 1961, w 1997 został mianowany przez papieża Jana Pawła II arcybiskupem Strasburga. Z kierowania diecezją zrezygnował w 2006, zostając arcybiskupem seniorem Strasburga.